# Упорный переулок
Упо́рный переу́лок — переулок в Юго-Восточном административном округе Москвы, в районе Лефортово. Расположен между Старообрядческой и Шепелюгинской улицами.

## История
Своё название Упорный переулок получил 17 декабря 1925 года, а до этого он назывался Мараевский переулок (с 7 июня 1922 года).
Упорным он был назван потому, что он «упирается в Душинскую улицу» (в настоящее время от Упорного переулка до Душинской улицы не менее 180 метров). До 1917 года переулок носил название Миняевский (Минаевский) по имени домовладельца.

## Здания
В переулке находятся два трёхэтажных двухподъездных кирпичных жилых дома — дом № 5/9 (построен в 1950 году, 24 квартиры) и дом № 6 (построен в 1951 году, 18 квартир).